# Till Gloger
Till David Gloger (Bochum, Renania del Norte-Westfalia, 26 de enero de 1993) es un baloncestista alemán que pertenece a la plantilla de los Franklin Bulls de la NZNBL de Nueva Zelanda. Con 2,04 metros de estatura, juega en la posición de ala-pívot.

## Trayectoria deportiva

### Universidad
Formado en las categorías inferiores del Paderborn Baskets, en 2012 se trasladó a Estados Unidos para jugar en el baloncesto universitario, disputando cuatro temporadas con los Black Bears de la Universidad de Maine, en las que promedió 7,8 puntos y 3,5 rebotes por partido.

### Profesional
Tras no ser elegido en el Draft de la NBA de 2016, regresó al club de su país, el Paderborn Baskets de la ProA, donde jug´una temporada en la que promedió 14,5 puntos y 4,5 rebotes por encuentro.
En mayo de 2017 firmó por el Mitteldeutscher BC de la Basketball Bundesliga, el máximo nivel del baloncesto alemán. Allí disputó una temporada saliendo desde el banquillo, y disfrutando de menos de 10 minutos por encuentro, en la que promedió 3,7 puntos y 1,7 rebotes.
El 5 de junio de 2018 regresó a la ProA, tras fichar por el Gladiators Trier, equipo al que pertenece en la actualidad.
En la temporada 2020-21, firma por el Rostock Seawolves de la ProA, la segunda categoría del baloncesto alemán. En la temporada siguiente lograría el ascenso de categoría.
En la temporada 2022-23, forma parte de la plantilla del Rostock Seawolves de la Basketball Bundesliga de Alemania.
El 3 de marzo de 2025 fichó por los Franklin Bulls de la NZNBL de Nueva Zelanda.